# Gamma Microscopii
Gamma Microscopii (γ Mic / HD 199951 / HR 8039) es la estrella más brillante en la constelación de Microscopium con magnitud aparente +4,67. Situada a 223 años luz del sistema solar, es miembro de la corriente de estrellas de la Asociación estelar de la Osa Mayor.
Gamma Microscopii es una gigante amarilla de tipo espectral G4III con una temperatura superficial de 5100 K. Su luminosidad es 64 veces mayor que la del Sol y su radio es 10 veces más grande que el de éste. Sus características son intermedias entre las dos componentes que forman la estrella binaria Capella (α Aurigae); asimismo es algo más caliente pero claramente menos luminosa que α Microscopii, también una gigante amarilla. Con una edad de 620 millones de años, comenzó su vida en la secuencia principal como una estrella blanco-azulada de tipo B9.
Alejándose de nosotros a 15 km/s, los astrónomos han encontrado que hace 3,8 millones de años Gamma Microscopii pasó a sólo 6 años luz de distancia la Tierra, siendo en aquel momento la estrella más brillante en nuestro firmamento con magnitud -3.
Una estrella tenue de magnitud 14 a 25,7 segundos de arco probablemente no es una compañera real, sino que forma una doble óptica con Gamma Microscopii. 